# FSTV
FSTV of Foshan Television is de lokale televisiemaatschappij van de Kantonese stadsprefectuur Foshan. FSTV is in 1987 opgericht en heeft zeven televisiezenders. FSTV gebruikt verschillende Kantonese dialecten en heel soms het Standaardmandarijn als voertaal. In 2004 ging de lokale omroep van Nanhai, Shunde en Sanshui op in FSTV. Shunde Television 順德電視台 en Nanhai Television 南海電視台 zijn vroeger opgegaan in FSTV.